# Sanala
Sanala fou un petit estat tributari protegit a l'agència de Kathiawar, prant de Gohelwar, presidència de Bombai.
Estava format per un sol poble, amb dos tributaris propietaris separats. La superfície era de 132 km² i la població el 1881 de 500 habitants. Els ingressos s'estimaven en 270 lliures de les quals 301 rupies es pagaven com a tribut al Gaikwar de Baroda i 30 rupies al nawab de Junagarh. Els sobirans eren una branca de Jetpur. L'estat era de setena classe.

## Llista de sobirans
- Wala Shri Nathu Champraj
- Wala Shri Hipa Nathu, a Sanala ?-1920
- Wala Shri Bhaya Nathu, a Bhayavadar
- Wala Shri Giga Hipa 1920-?
- Wala Shri Nathu Giga